# Premirje 22. junija 1940
Premirje 22. junija 1940 je bilo premirje, ki je končalo bojevanje med Francijo in Nacistično Nemčijo v bitki za Francijo tega meseca. Premirje je bilo sklenjeno 22. junija 1940, podpisali pa so ga uradniki Tretje francoske republike in Nacistične Nemčije ob 18.36 pri Compiègnu v Franciji. Vendar pa je začelo veljati šele 25. junija ob polnoči, ko so Francozi podpisali še premirje z Italijani.       
Med nemškimi podpisniki je bil Wilhelm Keitel, višji vojaški častnik Wehrmachta, na francoski strani pa so bili nižji častniki, vključno z generalom Charlesom Huntzigerjem. Po odločilni nemški zmagi v bitki za Francijo med drugo svetovno vojno, je to premirje vzpostavilo nemška okupacija območja v severni in zahodni Franciji, ki so vključevala vsa pristanišča Rokavskega preliva in Atlantskega oceana zdaj pod nadzorom Tretjega rajha, južni del Francije pa je ostal pod upravo novoustanovljene marionetne države, Vichyjske Francije pod vodstvom Philippa Pétaina. Adolf Hitler je za lokacijo podpisa premirja izbral obrobje gozda pri Compiègnu in je zaradi maščevanja prisilil francoske predstavnike, da so podpisali premirje v istem vagonu, v katerem so se Nemci in Francozi ob koncu prve svetovne vojne leta 1918 dogovorili o pogojih nemške predaje.